# أرباد
أرباد (المجرية:Árpád؛ ح.845 - ح.907)؛ هو زعيم اتحاد القبائل المجرية في مطلع القرنين التاسع والعاشر، وربما كان إما الحاكم المقدس، أو "كينده Kende" للمجريين، أو قائدهم العسكري أو " جيولا Gyula " ، على الرغم من أن معظم تفاصيل حياته محل جدل بين المؤرخين، نظرًا لتضارب المعلومات الواردة في المصادر المختلفة. 
شهد أرباد الغزو المجري لـ حوض كاربات، وأيضا هو سلف سلالة أرباد التي حكمت المجر لمدة أربعة قرون منذ وفاته، العديد من جوانب حياته متنازعة عليه بحيث تناقضت المصادر بعضها البعض، ولكن دوره الكبير يؤكد من خلال هذا الغزو في السجلات.
هو ابن ألموس بحيث تذكر بعض المصادر بأنه أول رئيس لأتحاد القبائل المجرية، في حين اسم والدته وعائلتها غير معروفين، يعتقد أن اسمه أرباد مشتق من عبارة المجرية árpa والتي تعني الشعير وهذه العبارة تركية الأصل، اختلف المؤرخين في خليفته اعتقد الأقلية في أن يكون ابنه زولتان بحيث اعتقد البعض الأخر أنه لم يخلف والده أبداً، ولكنهم جميعهم اتفقوا على أنه سلف المباشرة لأسرة أرباد.